# Hirky (obwód żytomierski)
Hirky (ukr. Гірки) – wieś na Ukrainie, w obwodzie żytomierskim, w rejonie nowogrodzkim, nad Ceremem. W 2001 roku liczyła 724 mieszkańców.
Pod koniec XIX w. wieś Górki w powiecie z siedzibą w Nowogradzie Wołyńskim, w gminie Żołobne.